# 井上康文
井上 康文（いのうえ やすぶみ、1897年6月20日 - 1973年4月18日）は、日本の詩人、作家、新聞記者。本名・康治。日高駿一の筆名も用いた。
生涯で3回結婚した。最後の妻、井上淑子（きよこ）もまた詩人であった。

## 略歴

### 戦前・戦中
神奈川県小田原市出身。東京薬学校（現東京薬科大学）を卒業後、東京市役所の技師や雑誌『新小説』の記者などを務めた。1918年、同郷の福田正夫や白鳥省吾らと共に雑誌『民衆』を創刊して注目を集める。大正デモクラシーの時流の中で、民衆の生活を口語体で平易に表現する「民衆詩派」の一翼を担った。『民衆』は毎回300部程度、17号まで発行された。
さらに井上は詩人団体「詩話会」に入会。詩壇での地位を確立する一方、北原白秋らは「詩ではなく散文的である」として民衆詩派に反発した。この溝が埋まることはなく、北原や西条八十らは1921年に詩話会を離脱して「新詩会」を結成。井上もまた詩話会の閉鎖的な運営に不満を感じ、分化する形で「詩人会」を設立、新人の作品発表の場を兼ねた機関誌『新詩人』を発行した。『新詩人』は1924年に廃刊するが、1927年には改めて「詩集社」を結成。1934年まで『詩集』を発行した。これらの同人活動と並行して、始まったばかりのラジオ放送に積極的に出演し、詩や映画を題材とした講演を行った。また、民衆詩派の作品はラジオ放送で定期的に朗読された。
太平洋戦争初期、日本統治下での文化工作や宣伝活動といった「宣伝戦」のため多くの文学者やジャーナリストが南方に動員された。井上もその対象となり、海軍報道班員としてラバウルやトラック諸島に派遣される。期間中は現地での宣伝活動に従事したほか、帰国後には随筆集『水兵の眼』や愛国詩『祖国を護る』など、戦意高揚を企図した作品を発表した。愛国詩の朗読もまたラジオ放送で人気を博した。

### 戦後
戦後は産経新聞の記者を務めながら執筆活動を継続。1950年には「井上康文詩の朗読会」を設立した。また競馬にも深く携わり、「日高駿一」の筆名で週刊サンケイに競馬記事を寄稿していたほか、『井上康文の競馬学』などの作品も著した。その一方で地元小田原でも精力的に活動。福田正夫の七回忌であった1959年には小田原城址公園内に「民衆碑」を建て、民衆詩派を記念した。また、桜井小学校や白鴎中学校など、市内小中学校の校歌も作詞した。
1973年没。七回忌にあたる1980年、城山公園内に文学碑が建立された。墓所は多磨霊園。

## 著書
- 『愛する者へ 詩集』新橋堂 1920
- 『愛の翼 詩集』詩人会叢書 1921
- 『情熱の嵐 詩、散文集』大同館書店 1923
- 『華麗な十字街 散文詩集』草原社 1926
- 『現代の詩史と詩講話』交蘭社 1926
- 『詩の作り方』素人社 1927
- 『手 詩集』素人社書店 1928
- 『光 詩集』詩集社 1929
- 『愛子詩集』紅玉堂書店 1930
- 『自由詩の作り方と鑑賞』紅玉堂書店 1930
- 『恋愛・生活・芸術 随筆』大同館書店 1930
- 『新らしい詩及詩人とその変遷』交蘭社 1931
- 『赤道を越えて 我従軍記』若桜書房 1943
- 『水兵の眼』文園社 1944
- 『山上の蝶 詩集』寺本書房 1946
- 『日本の山水 詞華集』富岳本社 1946
- 『井上康文の競馬学』サンケイ新聞社出版局 1970
- 『人生の対局 井上康文随筆集』詩集社 1973

### 編・共著
- 『自選日本現代名詩集 附・泰西名詩選』編  春陽堂 1920
- 『童謡・民謡・詩のつくり方』福田正夫共著 大同館 1921
- 『現代童話選集』編 一歩堂 1922
- 『童謡・民謡・詩傑作選集』福田正夫共編 大同館 1922
- 『近代名家抒情詩集 小曲』畑喜代司共編 交蘭社 1925
- 『松原神社社史』編著 松原神社 1932
- 『騎手石毛彦次郎』編著 石毛騎手追悼録刊行会 1940
- 『回想の白秋』編 鳳文書林 1948

### 記念文集
- 『詩人・井上康文』井上康文の詩碑を建設する会 1980